# ایوانکا ترامپ
ایوانا ماری «ایوانکا» ترامپ (انگلیسی: Ivana Marie "Ivanka" Trump؛ زادهٔ ۳۰ اکتبر ۱۹۸۱) بازرگان آمریکایی و دختر چهل و پنجمین و چهل هفتمین رئیس‌جمهور ایالات متحده آمریکا، بازرگان دونالد ترامپ و زن نخستش، مانکن سابق ایوانا ترامپ است.
او یک دهه به عنوان نایب رئیس اجرایی در امور توسعه و اکتساب‌های سازمان ترامپ، درگیر همهٔ جنبه‌های امور مستغلات و مدیریت هتل این شرکت بود. او رئیس جواهرات ایوانکا ترامپ است. از برنامه‌های تلویزیونی که وی در آن نقش داشته است می‌توان به کارآموز اشاره کرد.
او در دولت نخست پدرش به عنوان دستیار ویژهٔ رئیس‌جمهور مشغول به کار بود.

## اوایل زندگی
ایوانکا ترامپ در منهتن زاده شد. پدر او ابر تاجر آمریکایی دونالد ترامپ و مادرش ایوانا ترامپ ورزشکار و مانکن اصالتاً اهل چکسلواکی هستند. والدین او در سال ۱۹۹۱ هنگامی که او ۱۰ ساله بود طلاق گرفتند. او دو برادر، یک خواهر ناتنی و یک برادر ناتنی دارد.

### تحصیلات

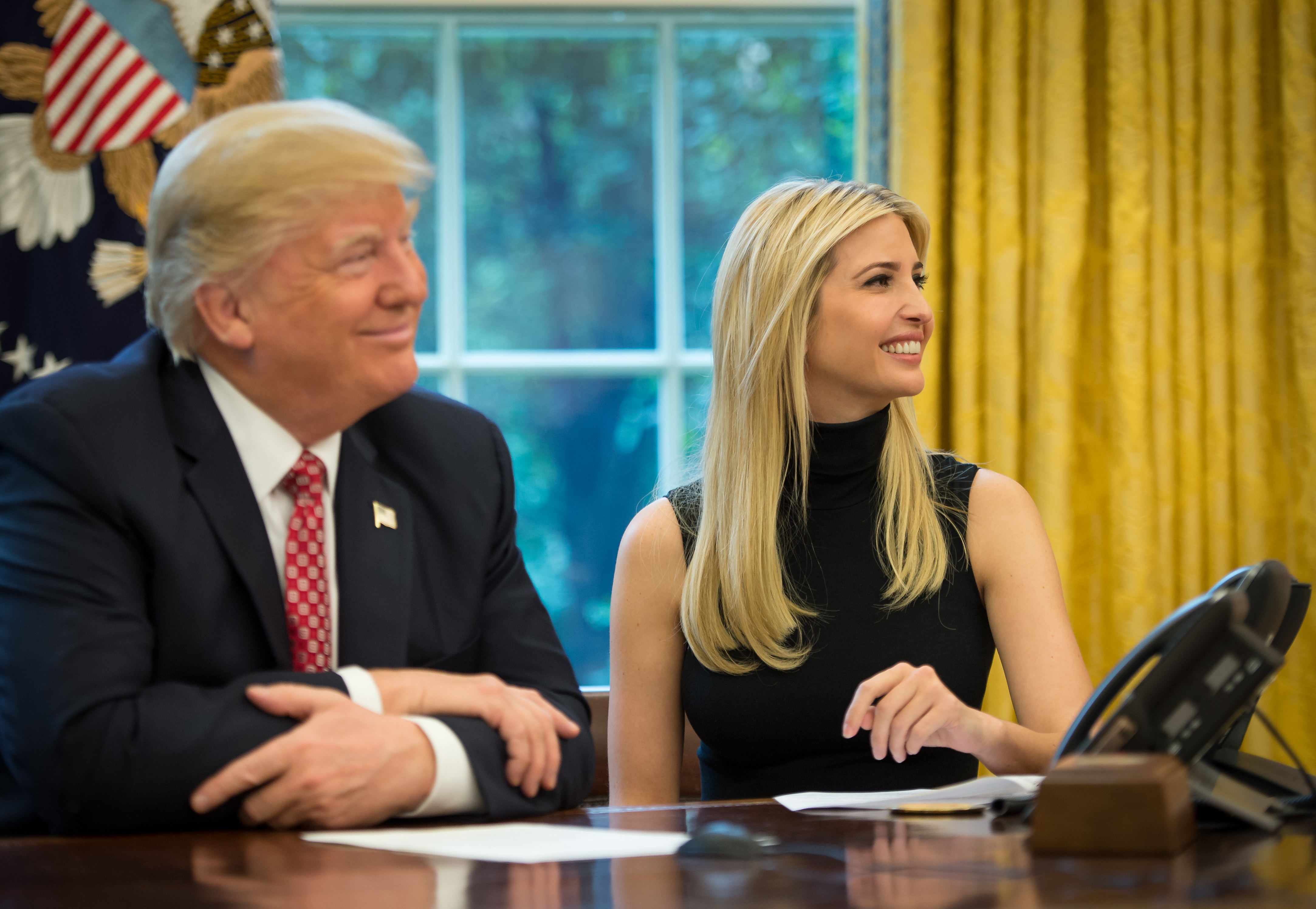
ایوانکا ترامپ به همراه پدرش رئیس‌جمهور ترامپ در دفتر بیضی کاخ سفید

ایوانکا دو سال در دانشگاه جرج‌تاون تحصیل کرد، و سپس به مدرسه وارتون در دانشگاه پنسیلوانیا (محل تحصیل پدرش) منتقل شد، و در سال ۲۰۰۴ با لیسانس اقتصاد با افتخار از آنجا فارغ‌التحصیل شد.

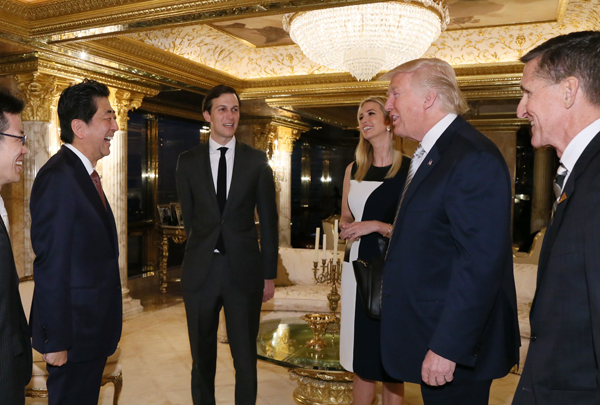
حضور ایوانکا ترامپ و همسرش در دیدار پدرش دونالد ترامپ با شینزو آبه نخست‌وزیر ژاپن

## زندگی شخصی

### دین
در سال ۲۰۰۹، پس از تحصیل نزد خاخام الی وینستاک از مکتب راماز ارتدکس مدرن، ترامپ به یهودیت به‌طور ارتدکس گروید و نام یائل را اختیار کرد. او متعاقباً رژیم غذایی کاشر را رعایت کرده و شبات را به جا می‌آورد، در سال ۲۰۱۵ گفته: من بسیار مراعات‌کننده [احکام دینی] هستم… این تصمیم برای من در زندگی بسیار عالی بوده است… من واقعاً می‌فهمم که با یهودیت، برای ارتباط خانوادگی برنامه‌ای عالی ایجاد می‌شود. از جمعه تا شنبه ما هیچ کاری جز ارتباط با همدیگر نمی‌کنیم. تماس تلفنی برقرار نمی‌کنیم.